# Proliferação conceitual
No budismo, proliferação conceitual (Pāli : papañca; Sânscrito: prapañca; simplified Chines; em japonês:  戯論) ou, alternativamente, proliferação mental ou elaboração conceitual, refere-se à conceituação do mundo por meio da linguagem e de conceitos que podem então ser uma causa para o surgimento de sofrimento. A tradução de papañca como proliferação conceitual foi feita pela primeira vez por Katukurunde Nyanananda Thera em sua monografia de pesquisa Concept and Reality.